# Lino (futebolista)
Dorvalino Alves Maciel, mais conhecido como Lino (São Paulo, 1 de junho de 1977) é um ex-futebolista brasileiro que atuava como lateral-esquerdo. 

## Carreira
Após uma época de destaque ao serviço da Académica de Coimbra, Lino foi contratado pelo FC Porto em 2007. No "mercado de Inverno" de 2008/2009, foi contratado pelo PAOK, do Campeonato Grego, pois não conseguiu afirmar-se no plantel portista.
Em 2015, foi contratado pelo Londrina Esporte Clube, do Paraná, para a disputa do Campeonato Paranaense, Campeonato Brasileiro Série C e Copa do Brasil. Sua apresentação ocorreu no dia 6 de janeiro, no CT da SM Sports, em Londrina.